# Pilatus SB-2
Das Schweizer Bergflugzeug, gebaut als Pilatus SB-2 Pelikan war eine Flugzeugentwicklung im Auftrag des Eidgenössischen Luftamts, welches entsprechend der Entwicklung des Studienbüros für Spezialflugzeuge an der ETH Zürich zum Bau eines Flugzeugs durch die Firma Pilatus Flugzeugwerke AG führte. Im Namen SB-2 steht "SB" für Schweizer Bergflugzeug und "2" für den zweiten Vorschlag des Studienbüros zuhanden des Luftamts.

## Geschichte
Das Eidgenössische Luftamt hielt am 11. September 1933 eine Konferenz ab, nach welcher sich eine Kommission mit «Fragen betreffend dem zukünftigen Luftverkehr» zu befassen hatte. Zum Punkt «Flugzeugpark» gab es Ideen zu speziellen «Winterflugzeugen und Alpenlinien». Zunächst sollten laut den Notizen des Leiters des technischen Luftdienstes beim Luftamt die Bestimmung der erforderlichen Eigenschaften erfolgen. Gleichzeitig ging es dem Amt in den Folgejahren auch um den Erhalt einer eigenen schweizerischen Flugzeugindustrie. Das Luftamt engagierte sich zudem bei der Entwicklung von Experimentalflugzeugen, als erstes flog ein Motorsegler der Farner-Werke, die WF-23.
Am 24. Juli 1938 erging vom Luftamt nach Vorabklärungen ein Auftrag an den ETH-Professor Eduard Amstutz zur Entwicklung und zum Bau eines Sonderflugzeuges. Das Ziel war in diesem Moment nicht die Herstellung eines geeigneten Flugzeugtyps für die Alpen, sondern aufgrund dieses Flugzeuges sollten die Minimalanforderungen für die Einrichtung von Flugplätzen im Alpengebiet abgeleitet werden. Für den Einsatz in engen Alpentälern waren damals kurze Start- und Landestrecken sowie eine sehr gute Steigleistung erforderlich. Ein Serienbau war nicht vorgesehen, es gab jedoch ambitionierte Vorgaben wie eine Landestrecke über das Standard-15-Meter-Hindernis von 100 Metern. Die Bergflugzeug wurde also als STOL-Flugzeug konzipiert.
Im Herbst 1938 wurde an der ETH mit geringem Personalbestand das Studienbüro für Spezialflugzeuge aus der Taufe gehoben.

### Schweizer Bergflugzeug SB-1
Im Januar 1939 legte das Studienbüro dem Luftamt einen ersten, sehr unkonventionellen Entwurf vor: Trotz bereits erkannter Nachteile wollte man mit zwei Propellern vor der Flügelvorderkante, fernangetrieben von einem Motor im Rumpf, die Flügel anblasen, um bessere Langsamflug- und Steigeigenschaften zu erhalten. Es erfolgten auch konkrete Arbeiten; das Profil des Hochauftriebsflügels wurde im Windkanal der ETH getestet und ein Versuchsflügelstück wurde an der EMPA auf Festigkeit getestet. Ein Versuchsstand mit einem Flugzeugmotor zur Erprobung des vorgesehenen Riemenantriebes wurde in Uster aufgebaut. Für dieses Konzept, im Verlaufe der Entwicklungsarbeiten als SB-1 bezeichnet, wurden jedoch keine konstruktiven Arbeiten durchgeführt, lediglich Zeichnungen mit „konstruktiven Möglichkeiten“ wurden erstellt. Der Autor Kuno Gross bilanzierte: «Aber ganz eindeutig hatte man beim ersten Flugzeugentwurf nicht etwas im Auge, das sich in der Praxis optimal umsetzen liess, sondern fokussierte auf das Experimentieren mit neuen Ideen.» Vom November 1939 bis Mai 1940 wurde auch eine zivil in die Schweiz gelangte Fieseler Storch sowohl vom Armeeflugpark, als auch dem Studienbüro erprobt, von diesem nochmals im Herbst 1940 mit dem Luftamt. Die Erprobung des Fieseler Storch habe, so Autor Gross, das SBSF «schon fast zwangsläufig zu der Erkenntnis gebracht, dass der Entwurf nicht zu dem Flugzeug führen würde, das man brauchte.»

### SB-2 Pelican
In einer Zusammenfassung der bereits durchgeführten Studien vom ersten November 1940 wurden für das nun vorgeschlagene Muster zwar noch fünf mögliche Motoren erwähnt, ansonsten entsprach der Beschrieb «detailliert» dem schliesslich gebauten SB-2, am 23. November überreichte Amstutz dem Luftamt die Projektstudie SB-2. In der informellen Auftragserteilung zum Bau des Flugzeuges, datierend vom 20. November, forderte das Luftamt zusätzlich zur Entwicklung des neuen Flugzeuges ein Modell des Fieseler Storchs zwecks Untersuchung im Windkanal, sowie ein ferngesteuertes Modell des SB-2 – das alles sollte innerhalb eines Jahres zu einem fertigen Flugzeug führen. Sogleich erteilte das Studienbüro der Genossenschaft in Memoriam Bider, Mittelholzer, Zimmermann (G.B.M.Z.) einen Auftrag zum Bau von Attrappen eines Flügelabschnitts sowie des Vorderrumpfes, wobei die Inneneinrichtung der Letzteren direkt an der ETH erstellt wurde.
Das Luftamt war laut Autor Gross der Ansicht, das Flugzeug könnte in der Flugtechnischen Lehrwerkstätte in Bern oder in gewerblichen Betrieben gebaut werden, die vor allem im Segelflugzeugbau tätig waren. Professor Amstutz hätte sich aufgrund der Metall-Schalenbauweise mindestens im Falle des Rumpfes gegen diesen Vorschlag gewehrt. Er schlug dafür Dornier vor, wozu das Luftamt wiederum strikt nein sagte, da es sich auch für die Förderung der (rein) schweizerischen Zivilluftfahrt verantwortlich sah. «Nach einigem Widerstand gestattete» das Luftamt Anfang Februar 1941, so der Autor Gross, in Verhandlungen mit den im Aufbau befindlichen Pilatus-Werken zu treten. Erste informelle Kontakte hatte es mit der Übergabe einer Dokumentation der SB-2 an Pilatus allerdings schon im November 1940 gegeben. Das Luftamt blieb skeptisch, denn es wollte nicht der Firma den „Aufbau der Werkstatt“ finanzieren, weshalb auch die zum Bau verwendeten Vorrichtungen in das Eigentum des Luftamtes überzugehen hätten.
Im Juni 1941 wurde ein auf den Mai zurück datierter Vertrag mit den Pilatus Werken abgeschlossen. Der Vertrag war von Beginn weg sowohl zeitlich unrealistisch, als auch finanziell unzutreffend. Laut Vertrag hätte das Flugzeug bis Ende des Jahres bereitstehen sollen. Stattdessen war das Studienbüro an der ETH laut erhalten gebliebener Dokumente sowohl im Sommer 1942 als auch noch im Jahr 1943 mit der Entwicklung des optimalen Flügels beschäftigt, der Bau des Flügels habe laut Gross nicht vor der zweiten Jahreshälfte 1943 begonnen, war dafür aber rasch bewerkstelligt. Der soweit fertige Rumpf war schon im Mai 1943 ausgiebig Belastungsprüfungen unterzogen worden. In der Zwischenzeit hatte das Studienbüro bei Farner in Grenchen den Umbau eines Sportflugzeuges Klemm L25 von Sporn- auf Bugfahrwerk in Auftrag gegeben. Das Flugzeug mit dem Kennzeichen HB-ERU wurde vom 13. bis 27. Mai 1943 erprobt und bestätigte die erwarteten Vorteile des Bugradfahrwerks.
Das Studienbüro räumte Pilatus das Recht ein, parallel zum Prototyp des SB-2 auch ein weiteres Flugzeug zu bauen, das dann unter dem Namen "Pilatus" hätte vorgeführt werden können. Auf den Bau dieses „Pilatus“-Flugzeuges verzichtete das Flugzeugwerk. Schon am 23. Juni 1942 hatte Pilatus in einem Brief an Amstutz darauf hingewiesen, dass das Interesse für die Konstruktion „erheblich abflauen dürfte“, wenn sich die Fertigstellung allzu lange hin zöge.
Der Erstflug der SB-2 mit der Registration HB-AEP fand am 30. Mai 1944 statt. Nach der sich durch Abwesenheiten in die Länge ziehenden Erprobung in 89 Flügen mit insgesamt 31 Stunden und 31 Minuten Dauer erfolgten Ende August Abnahmeflüge durch das Luftamt. Im Oktober folgten Vorführungen des Flugzeugs in Bern, Lausanne und Zürich. Im Februar 1945 fragte die Alpar AG aus Bern an, ob man einem Verkauf zustimmen würde, da die Gesellschaft damit Passagiere vom Berner Oberland zu ihren Passagierflügen ab Bern bringen wollte. Das Flugzeug wurde darauf für Passagiertransporte, aber auch für Mehrfachschleppflüge von bis zu fünf Segelflugzeugen gleichzeitig eingesetzt. Einsätze für die Luftfotografie oder Vermessungsflüge, für welche eine Bodenluke vorhanden war, kamen nicht zustande. Im Mai 1948 kam diese Luke für Sprüheinsätze bei der Maikäfer-Bekämpfung zum Einsatz.
Das „Aus“ für die Pelikan begann am 13. Juni 1948 anlässlich eines Flugtages auf einem improvisierten Feld bei Kirchberg. Die zweite Landung des Tages erfolgte aufgrund der bedingten Eignung des Platzes mit Rückenwind. Dadurch überrollte das Flugzeug einen dem Piloten bekannten, noch nicht fertig ausgeebneten Feldweg mit hoher Geschwindigkeit und während des Bremsens. Diese Überlastung riss der Pelikan das Bugrad weg und führte zum Überschlag.
Das Flugzeug wurde zu Pilatus gebracht und dort gelagert. Während dieser Zeit hatte Chefingenieur Belart weitere Verbesserungen vorgeschlagen, während Alpar am 29. Januar 1949 beim Luftamt auf eine Erhöhung des Startgewichts nach der Reparatur drängte und derweil Pilatus aufforderte, eine Offerte abzugeben für einen Umbau auf sieben Sitze nebst den vorgeschlagenen Verbesserungen. Pilatus antwortete, man werde keine Offerte stellen, sondern ausschliesslich nach Aufwand abrechnen. Die Schätzung lautete nun nicht mehr auf 90'000 Franken wie kurz nach dem Unfall, sondern auf 160'000 Franken. Alpar musste feststellen, dass man nach dem Abzug der Versicherungszahlung auf rund 100'000 Franken sitzen bleiben würde. am 23. März 1949 wurde das Flugzeug aus dem Luftfahrregister gestrichen.

#### Verträge und Finanzen
Der Vertrag mit Pilatus war vom Studienbüro unterschrieben worden, das Geld für den Bau kam jedoch vom Kunden, dem Luftamt. Zum Bauauftrag war ein Kredit von 180'000 Franken gesprochen worden für die Arbeiten einerseits des Studienbüros im Umfang von 60'000 Franken als auch seitens Pilatus mit 120'000 Franken. Pilatus stieg trotzdem auf den Vertrag ein, obschon man mehr verlangt hatte, dies auch vom Studienbüro zugesichert bekam, was vom Luftamt wiederum abgelehnt wurde. Der im Gesamtbetrag vorgesehene Betrag für den Motorenkauf wurde anderweitig verbraucht, stattdessen zahlte man Alpar Miete für ihren Motor. Pilatus teilte schon im April 1943 mit, dass das zur Verfügung stehende Geld aufgebraucht sei und man zudem steigende Lohnkosten erwarte. Pilatus ging ab diesem Zeitpunkt in Vorleistung, in der Hoffnung das Geld später auf eine nicht näher bekannte Art wieder einspielen zu können. Ein gewagtes Vertragskonstrukt sprach Pilatus zusätzliche 60'000 Franken zu, obschon es dazu keinen Kredit des Luftamtes gab; dieses fiktive Geld entstand durch höhere Lizenzabgaben, falls es zu einem Bau weiterer Flugzeuge käme. Als Pilatus dies 1944 neu rechnete, war klar, dass ein durch solche Abgaben verteuertes Flugzeug nicht verkauft werden konnte. Man forderte vom Studienbüro tiefere Abgaben, mit welchen nach dem theoretischen Verkauf von 30 Flugzeugen die Vorleistung von Pilatus abgegolten gewesen wäre. Immer noch war aber ein Baurecht eingerechnet, welches aber ohne Bau von zusätzlichen Flugzeugen gar nie fällig werden konnte. Am 15. Juni 1945 wurde das Flugzeug Alpar übergeben, womit das Flugzeug als vom Luftamt abgenommen galt und nun Pilatus ein Jahr Zeit hatte, das Baurecht zu erwerben. Pilatus forderte eine Lösung für eine Abgeltung seiner Vorleistung von rund 181'000 Franken, doch das Studienbüro teilte mit, dass die Kreditlage beim Luftamt chancenlos wäre. Am 12. November 1946 teilte Pilatus mit, dass auf die Baurechte definitiv verzichtet werde und bat um die Rückzahlung der 181'000 Franken. Die Eigenschaften der Konstruktion sei zwar "vorteilhaft", aber nicht kommerziell verwertbar. Es gab einzelne Schlichtungsversuche, ein Teil davon war eine Bemessung der kommerziell verwertbaren Erkenntnisse für die Firma Pilatus. Am 17. April 1947 schrieb das Studienbüro, dass der Wert solcher Erkenntnisse die Forderung von Pilatus überträfe, womit Pilatus selbstverständlich nicht einverstanden war. Das Luftamt wiederum stellte sich auf den Standpunkt, dass es nicht Vertragspartner sei.

### SB-5
Vor dem Erstflug des SB-2 erschien im Mai 1944 ein Artikel in der Zeitschrift Inter Avia mit zwei Fotos desselben, wobei im Artikel auch ein Projekt SB-5 erwähnt wurde. In drei Quartals-Berichten des SFV des Jahres 1944 fanden sich ebenfalls Arbeiten an einer SB-5 für neun Passagiere erwähnt. Im ersten Quartalsbericht 1945 wurde festgehalten, dass diese Arbeiten abgeschlossen worden seien.

## Konstruktion
Die SB-2 war ein einmotoriger Schulterdecker mit festem Bugradfahrwerk. Sie hatte einen Pratt & Whitney R-985 Wasp Junior Sternmotor mit einer Startleistung von 446 PS (333 kW). Der Motor trieb einen "Two Pitch" Hamilton-Zweiblatt-Propeller an. Die Firma Escher-Wyss hatte einen Verstellpropeller entwickelt, welcher mit einer Zusatzanlage auch als Bremspropeller verwendet werden konnte. Ein Zweiblattpropeller befand sich in Entwicklung und wurde vom Luftamt bezahlt; der Einbau verzögerte sich und im Dezember 1947 beschloss Chefkonstrukteur Fierz, den Propeller nur ohne die Bremsanlage zu montieren und ab 21. Januar 1948 flog das Bergflugzeug mit dem neuen, leiseren Propeller.
Im März und April 1947 wurden an zwei oder drei Tagen Versuche mit Skiern durchgeführt.
Die SB-2 wurde von Anfang an als Flugzeug mit Metallrumpf entwickelt. Neben der Verwendung des Pratt & Whitney Wasp Junior, einem zur Verfügung gestellten Ersatzmotor der Alpar Bern, für welchen man schlussendlich während der ganzen Erprobungsdauer dem Motorbesitzer Alpar Miete bezahlte, wurde 1940 auch eine Ausführung mit dem Reihenmotor Argus As 410-A2 gezeichnet. Dieser Motor fand später in der Pilatus P-2 Anwendung.
Entworfen, jedoch nicht gebaut wurde ein Radfahrwerk, bei dem Kufen zuklappbar waren. Es blieb zudem die Zeichnung einer Studie von 1942 erhalten mit Schwimmern des US-Herstellers Edo. Aus dem gleichen Jahr existiert eine Zeichnung mit "interessanterweise" nur zwei Skiern an den Hauptfahrwerksbeinen. Auch nach dem Beginn der Nutzung durch Alpar hatte das Studienbüro weitere Arbeiten betrieben, neben den bereits erwähnten Skis und dem Propeller wurden selbst noch nach dem Unfall diverse Verbesserungen vorgeschlagen, darunter ein Umbau auf sieben Plätze durch eine Verkleinerung des Gepäckraums. Das alte Bugrad, welches ein Rad der Messerschmitt Taifun war, sollte bei einem Wiederaufbau den Haupträdern angeglichen werden, welche von der D-3801 Morane stammten.
Die SB-2 lieferte Pilatus Erkenntnisse und Erfahrungen, im Schalenbau, welche in den Bau der P-2 einflossen. Bei der Pilatus Porter, welcher von den Arbeitsflugzeugen Comte AC-4 und Pilatus P-4 abstammt, wurden die guten STOL-Eigenschaften des Pelican wiederholt, jedoch auf die einfachst mögliche Weise, also unter bewusstem Verzicht auf die komplizierteren Lösungen des Bergflugzeuges, so das Fazit des Autors Gross. Was jedoch übernommen worden sei, seien sowohl die Bodenklappe, als auch die von Pilatus für das Bergflugzeug entwickelte Stossdämpfung für das Fahrwerk.

## Technische Daten
|                       | SB-1                                            | SB-2                                               | SB-5                                                                          |
| --------------------- | ----------------------------------------------- | -------------------------------------------------- | ----------------------------------------------------------------------------- |
| Besatzung             | 1 oder 2                                        | 1 oder 2 für Schulung                              | 1 oder 2                                                                      |
| Passagiere            | 2 (3 bei nur 1 Pilot)                           | 3 (bei 2 Piloten) 4 (nur 1 Pilot)                  | 9 (bei 2 Piloten) 10 (nur 1 Pilot)                                            |
| Länge                 | 10,30 m                                         | 9,9 m                                              | (ca. 13 m)                                                                    |
| Spannweite            | 15 m                                            | 15,5 m                                             | 22 m                                                                          |
| Höhe                  |                                                 | 2,90 m                                             |                                                                               |
| Flügelfläche          | 26 m²                                           | 29,1 m²                                            | 55 m²                                                                         |
| Flügelstreckung       | 8,7                                             | 8,3                                                | 8,8                                                                           |
| Rüstmasse             | 1025 kg                                         | 1290 kg (Projekt 1940) 1600 kg (Prospekt ca. 1945) |                                                                               |
| max. Startmasse       | 1450 kg                                         | 2400 kg                                            | 5000 kg                                                                       |
| Startstrecke          | 75 m                                            | 60 m (Projekt) 110–140 m (Prospekt)                |                                                                               |
| Landerollstrecke      |                                                 | 110–130 m                                          |                                                                               |
| Höchstgeschwindigkeit | 250 km/h (Projekte), im Prospekt SB-2: 235 km/h | 250 km/h (Projekte), im Prospekt SB-2: 235 km/h    | 250 km/h (Projekte), im Prospekt SB-2: 235 km/h                               |
| Dienstgipfelhöhe      |                                                 | 5000 m                                             |                                                                               |
| Triebwerke            | 1 × Argus As 10E oder Argus As 410              | 1 × Pratt & Whitney R-985 Wasp Junior              | 1 × Wright-Cyclone-Sternmotor 1.000 PS (ca. 740 kW) bis 1.200 PS (ca. 880 kW) |

## „SB“-Projekte
- Das Projekt SB-1 war als reines Experimentalflugzeug gedacht, eine kommerzielle Nutzung war nicht vorgesehen.
- Über allfällige Entwürfe mit den Bezeichnungen SB-3 und SB-4 ist nichts bekannt.
- Die SB-5 war ein Projekt für eine vergrösserte Version der Pilatus SB-2.